# سنجاب زمینی مکزیکی
سنجاب زمینی مکزیکی (نام علمی: Ictidomys mexicanus) نام یک گونه از سرده راسوموش است.